# Bernhard Henter

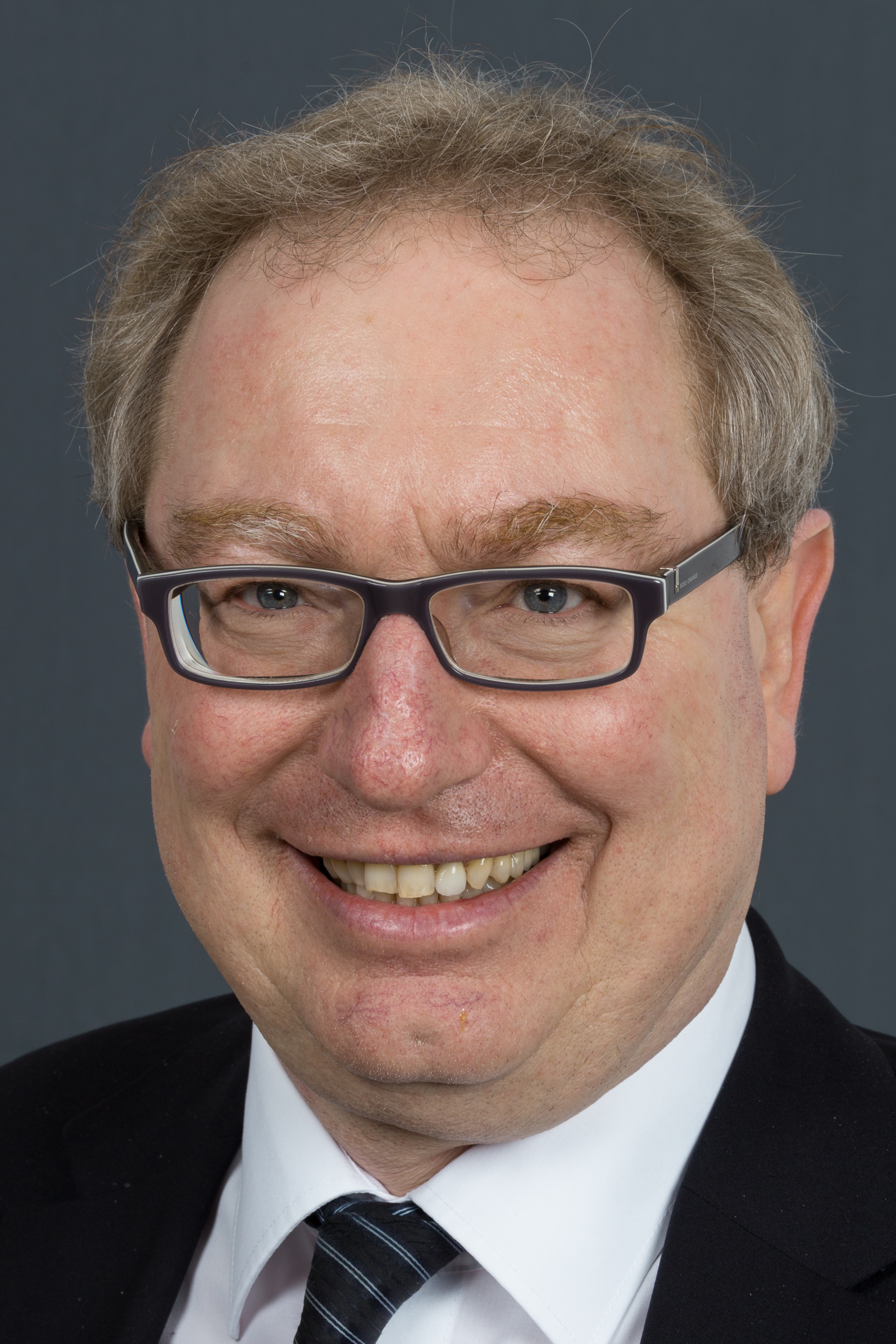
Bernhard Henter (2016)

Bernhard Henter (* 10. April 1958 in Trier) ist ein deutscher Politiker (CDU). Von 2006 bis 2021 war er Abgeordneter im Landtag von Rheinland-Pfalz.
Henter machte 1977 das Abitur und studierte danach von 1978 bis 1984 Rechtswissenschaften. Im Jahr 1984 folgte die juristische Staatsprüfung und bis 1987 war er als Rechtsreferendar tätig. Dann folgte die zweite juristische Staatsprüfung und er war Beamter des höheren Dienstes bei der Bezirksregierung Trier. Von 1989 bis 2001 war er bei der Kreisverwaltung Bitburg-Prüm. Von 2001 bis 2006 arbeitete Henter als erster hauptamtlicher Beigeordneter der Verbandsgemeinde Konz.
Henter ist Mitglied der CDU. Im Jahr 1989 wurde er Mitglied des Kreistags Trier-Saarburg. Von 1984 bis 2001 und wieder ab 2009 ist er Mitglied des Stadtrats Konz. Am 18. Mai 2006 wurde er Mitglied des Landtags von Rheinland-Pfalz. Dort war er Mitglied im Haushalts- und Finanzausschuss, im Rechtsausschuss und im Wahlprüfungsausschuss. Er war rechtspolitischer Sprecher seiner Fraktion. Er war Vorsitzender der Enquete-Kommission Kommunale Finanzen. Henter trat bei der Wahl zum 18. Landtag von Rheinland-Pfalz nicht erneut an.